# Lucius Porcius Cato

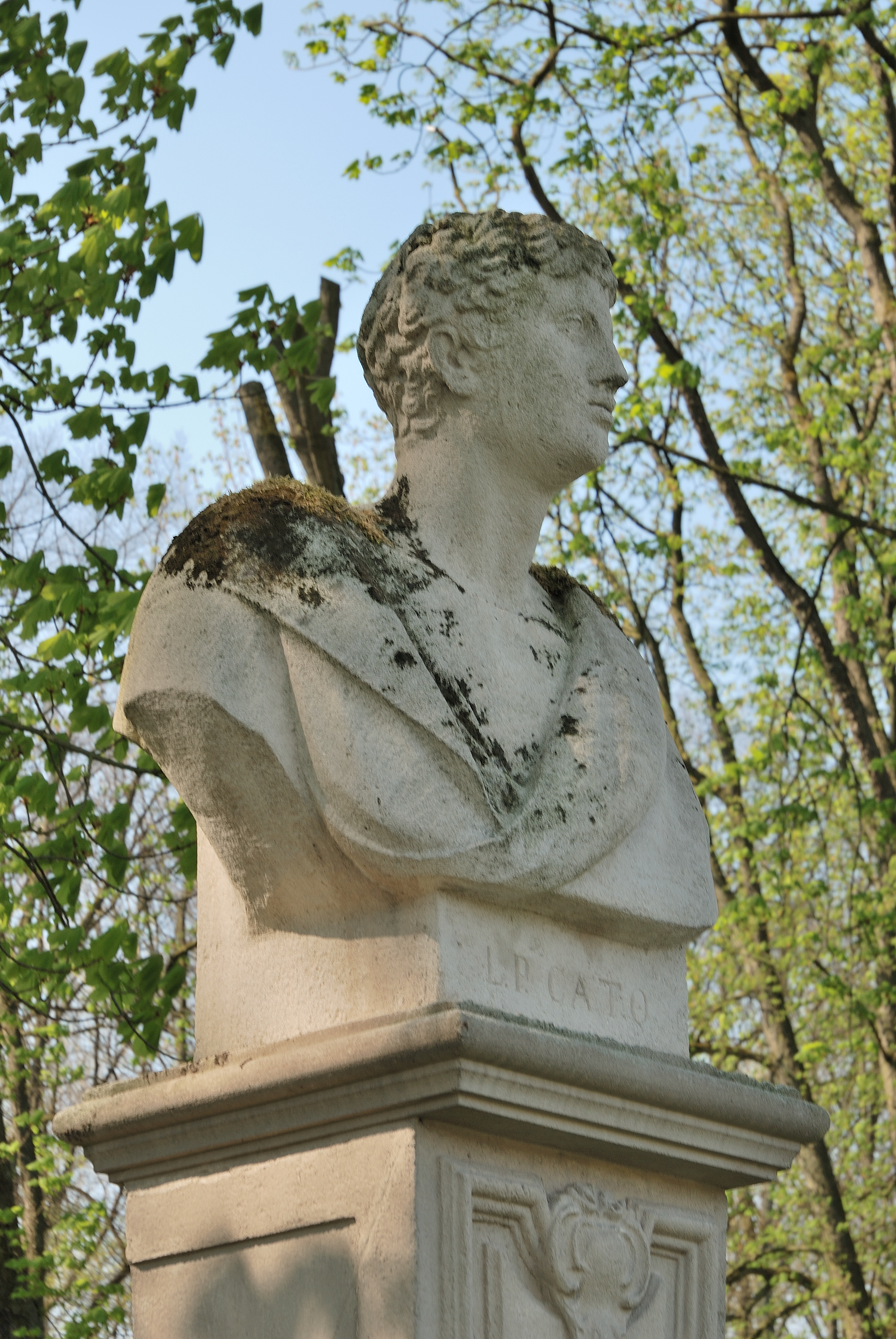
Neuzeitliche Büste von Lucius Porcius Cato im Schlosspark Nordkirchen

Lucius Porcius Cato († 89 v. Chr.) war ein römischer Politiker der späten Republik.
Nach seiner Prätur (spätestens 92 v. Chr.) war er während des Bundesgenossenkriegs 90 v. Chr. Proprätor. Die von ihm kommandierten Truppen besiegten die Etrusker, die sich dem Aufstand der italischen Bundesgenossen angeschlossen hatten.
Im folgenden Jahr 89 v. Chr. wurde er Konsul. Während sein Kollege Gnaeus Pompeius Strabo den Oberbefehl im Norden führte, griff Cato mit undisziplinierten Streitkräften die Marser an. Zunächst war er erfolgreich, doch dann erlitt er beim Sturm auf ihr Lager am Fuciner See eine Niederlage und fiel.
Lucius Porcius Cato war Sohn des Marcus Porcius Cato Salonianus der Ältere und Enkel des Cato Censorius. Er war auch Onkel des Cato Uticensis.